# Остстеллінгверф
Остстеллінгверф (нід. Ooststellingwerf, фриз. Ooststellingwerf) — громада в провінції Фрисландія (Нідерланди). Частина області Стеллінгверфен. До 1970-х багато хто розмовляв особливою стеллінгверфенською говіркою, що належить до нижньосаксонських діалектів. Молодше покоління говорить майже виключно нідерландською. У політичному плані населення громади у 20 столітті більше голосувало за ліві партії. У 21 столітті політичний вибір змістився до VVD та праворучних популістських партій, таких як PVV та FvD.

## Географія
Територія громади займає 226,11 км², з яких 223,42 км² — суша і 2,69 км² — водна поверхня. Станом на лютий 2020 року у громаді мешкало 25 489 особи.

### Населені пункти муніципалітету
Міста
- Остерволде

Села
- Аппелсха
- Васкемер
- Гауле
- Гаулервейк
- Донкербрук
- Елсло
- Лангедейке
- Маккінга
- Неєберкоп
- Олдеберкоп
- Равенсвауд
- Фохтело

## Визначні мешканці
- Галбе Зейлстра (нар. 1969 в Остерволде) — нідерландський політик
- Ян Кромкамп (нар. 1980 у Маккінзі) — нідерландський футболіст
- Марріт Стінберген (нар. 2000) — нідерландська плавчиня, учасниця Олімпійських Ігор 2016 року